# Титан (екіпірування)
Титан (пол. Projekt Tytan) — проект модульної польської екіпіровки солдата майбутнього для Збройних сил Польщі. Проект стартував у 2007 році. У червні 2014 року Міноборони Польщі підписало контракт на постачання 14 тис. комплектів екіпіровки до 2022 року.

## Компоновка
Проект передбачає:
- модернізація особистого спорядження адаптованої до самих останніх стандартів;
- створення військової форми нового покоління;
- створення сучасного тактичного устаткування;
- роботи із створення нового камуфляжу;
- створення польського аналога Land Warrior: комп'ютерів управління, приладів спостереження, радіозв'язку.

Базова підсистема носить ім'я Ułan 21. Включає бронежилет, розвантажувальний жилет, систему зв'язку, ергономічний одяг, устаткування спостереження (ПНВ, камера на шоломі), засоби забезпечення довгострокової діяльності бійця, захисту від забруднення, шуму, лазерного випромінювання. Загальна маса в межах 20-23 кг
Збройова підсистема носить назву Modułowy System Broni Strzeleckiej (модульна система стрілецької зброї). Збройову модульну платформу розробляли Військово-технічна академія імені Ярослава Домбровского і Радомский збройовий завод. На одній платформі створені 5,56-мм автомат Radon, булл-пап автомат, 7,62-мм напівавтоматична снайперська рушниця, ручний кулемет, укорочений автомат і також підствольний гранатомет.

## Історія
Уперше представлена публіці на виставці Future Soldier в 2008 році у Празі.
У червні 2014 року Міноборони Польщі підписало контракт на постачання 14 тис. комплектів екіпіровки до 2022 року.

## Ресурси Інтернету
- id, t.html Система «Титан». Так виглядатиме «титановий» солдат в польській армії[недоступне посилання з липня 2019](пол.) // polskatimes.pl, 2014-09-16